# アレックス・ホラン
アレックス・ホラン（Alex Horan、1997年4月4日 - ）は、メジャーリーグラグビー、サンディエゴ・リージョンに所属するラグビーユニオン選手。

## プロフィール
- オーストラリア出身。
- ポジションはセンター(CTB)[1]。
- 身長 189cm、体重 95kg[2]
- 父のティムも元ラグビー選手(元ワラビーズ)[3]。

## 略歴
キャンベラ・ヴァイキングス、ブリスベン・シティーを経て、2020年1月、サンウルブズの練習生に選ばれて、同月にはサンウルブズの正スコッドに昇格した。
2022年、サンディエゴ・リージョンに加入。 